# Canal Reus TV

Cobertura TDT de Canal Reus TV.

Canal Reus TV es una televisión local privada de Reus que forma parte de la Xarxa de Televisions Locals. 
El canal emitió en analógico por la frecuencia 65 de la UHF, que había ocupado Canal 9 hasta 1995. El 27 de octubre del 2008 empezaron las emisiones en TDT por el canal 56.
El canal, a pesar de estar subvencionado por el Ayuntamiento de Reus, está impulsado por Iniciatives de Televisió, donde son socios Carles Francino, Andreu Buenafuente y Xavier Grasset, entre otros. 
Inició sus emisiones en fase de pruebas en junio de 1998 y sus emisiones regulares empezaron el 26 de septiembre de 1998. Su primer director fue Xavier Bas,  a quien 2003 dio relevo a Francesc Domènech en el año 2003.
Alguno de los programas más destacados fueron El món de Reus con dos históricos de la cadena como son Josep Baiges y Gerard Martí. También hace falta citar El magatzem, La Grada, Finestres, Alta Fidelitat, La malla y Tribuna. También emite programación de la Xarxa de Televisions Locals, como Telemonegal. 
En septiembre de 2008 Canal Reus TV dejó de estar subvencionada por el Ayuntamiento y pasó a ser exclusivamente una televisión privada. Esto se debe a que la gestión del canal por la TDT le corresponde exclusivamente a Iniciatives de Televisió S.L. mientras que el Ayuntamiento pretendía el propietario de un canal público exclusivo.
Desde el pasado domingo 15 de diciembre de 2019. Canal Reus TV, ya emite en simulcast por la nueva frecuencia del canal 32. Con motivo del proceso de liberación del Segundo Dividendo Digital (Banda 700 MHz).
Habrá un periodo de emisión simulcast entre la frecuencia antigua (Canal 56) y la nueva (Canal 32), en principio hasta mayo de 2019, cuando finalizara el periodo de simulcast de 6 meses desde el centro emisor de La Mussara (Bajo Campo), con respecto a los emisores pequeños de El Bajo Campo y El Priorato.